# Доэрти, Деннис Джозеф
Деннис Джозеф Доэрти (англ. Dennis Joseph Dougherty; 16 августа 1865, Ашленд, США — 31 мая 1951, Филадельфия, США) — американский кардинал. Епископ Новой Сеговии (Филиппины) с 12 июня 1903 по 21 июня 1908. Епископ Харо с 21 июня 1908 по 9 декабря 1915. Епископ Буффало с 9 декабря 1915 по 1 мая 1918. Архиепископ Филадельфии с 1 мая 1918 по 31 мая 1951. Кардинал-священник с 7 марта 1921, с титулом церкви Санти-Нерео-эд-Акиллео с 10 марта 1921.